# Правительство Соботки
Правительство Богуслава Соботки (чеш. Vláda Bohuslava Sobotky) — 13-е коалиционное правительство Чешской Республики во главе с Богуславом Соботкой. Было приведено к присяге 29 января 2014 года. Получило доверие на заседании парламента 18 февраля 2014 года.

## Общие сведения
В июне 2013 года, премьер-министр Петр Нечас объявил о своей отставке, после произошедшего в здании правительства обыска, а также начала уголовного дела против глава канцелярии премьера (одновременно с этим и любовницы) Яны Надьовы. После этого, представители павшего правительства (ODS, TOP 09 и LIDEM), предложили президенту Милошу Земану, назначить новым премьер-министром и доверить формирование правительства Мирославе Немцовой. Однако, президент назначил премьером Иржи Руснока. Новый кабинет не получил доверие парламента, после чего ушёл в отставку, а парламент проголосовал за самороспуск. Президент объявил о проведении досрочных выборов в октябре 2013 года.
Победителем выборов стала социал-демократическая партия (ČSSD). Неожиданно, на втором месте оказалось молодое политическое движение миллиардера Андрея Бабиша, которое ранее не принимало участие ни в каких выборах в Чехии.
17 января представители ČSSD, ANO 2011 и KDU-ČSL подписали коалиционное соглашение и в конце месяца было назначено новое правительство.

## Состав кабинета
| Министерство (должность)                                   | Имя                     | Начало полномочий | Конец полномочий | Партия | Партия                   |
| Председатель Правительства                                 | Богуслав Соботка        | 29 января 2014    | 13 декабря 2017  |        | ČSSD                     |
| Первый вице-председатель                                   | Андрей Бабиш            | 29 января 2014    | 24 мая 2017      |        | ANO 2011                 |
| Первый вице-председатель                                   | Рихард Брабец           | 24 мая 2017       | 13 декабря 2017  |        | ANO 2011                 |
| Вице-председатель Министр по вопросам науки и исследований | Павел Белобрадек        | 29 января 2014    | 13 декабря 2017  |        | KDU-ČSL                  |
| Министерство финансов                                      | Андрей Бабиш            | 29 января 2014    | 24 мая 2017      |        | ANO 2011                 |
| Министерство финансов                                      | Иван Пилны              | 24 мая 2017       | 13 декабря 2017  |        | ANO 2011                 |
| Министерство внутренних дел                                | Милан Хованец           | 29 января 2014    | 13 декабря 2017  |        | ČSSD                     |
| Министерство регионального развития                        | Вера Йоурова            | 29 января 2014    | 3 октября 2014   |        | ANO 2011                 |
| Министерство регионального развития                        | Карла Шлехтова          | 8 октября 2014    | 13 декабря 2017  |        | ANO 2011                 |
| Министерство труда и социальных дел                        | Петр Крчал              | 27 июня 2018      | 18 июля 2018     |        | ČSSD                     |
| Министерство юстиции                                       | Хелена Валкова          | 29 января 2014    | 1 марта 2015     |        | ANO 2011                 |
| Министерство юстиции                                       | Роберт Пеликан          | 12 марта 2015     | 13 декабря 2017  |        | ANO 2011                 |
| Министерство культуры                                      | Даниэл Герман           | 29 января 2014    | 13 декабря 2017  |        | KDU-ČSL                  |
| Министерство иностранных дел                               | Любомир Заоралек        | 29 января 2014    | 13 декабря 2017  |        | ČSSD                     |
| Министерство обороны                                       | Мартин Стропницкий      | 29 января 2014    | 13 декабря 2017  |        | ANO 2011                 |
| Министерство промышленности и торговли                     | Ян Младек               | 29 января 2014    | 28 февраля 2017  |        | ČSSD                     |
| Министерство промышленности и торговли                     | Богуслав Соботка (врио) | 1 марта 2017      | 4 апреля 2017    |        | ČSSD                     |
| Министерство промышленности и торговли                     | Иржи Гавличек           | 4 апреля 2017     | 13 декабря 2017  |        | ČSSD                     |
| Министерство здравоохранения                               | Сватоплук Немечек       | 29 января 2014    | 30 ноября 2016   |        | ČSSD                     |
| Министерство здравоохранения                               | Милослав Лудвик         | 1 декабря 2016    | 13 декабря 2017  |        | ČSSD                     |
| Министерство сельского хозяйства                           | Мариан Юречка           | 29 января 2014    | 13 декабря 2017  |        | KDU-ČSL                  |
| Министерство образования, молодёжи и физической культуры   | Марцел Хладек           | 29 января 2014    | 5 июня 2015      |        | ČSSD                     |
| Министерство образования, молодёжи и физической культуры   | Михаэла Марксова (врио) | 5 июня 2015       | 17 июня 2015     |        | ČSSD                     |
| Министерство образования, молодёжи и физической культуры   | Катержина Валахова      | 17 июня 2015      | 21 июня 2017     |        | ČSSD                     |
| Министерство образования, молодёжи и физической культуры   | Станислав Штех          | 21 июня 2017      | 13 декабря 2017  |        | ČSSD                     |
| Министерство транспорта                                    | Антонин Прахарж         | 29 января 2014    | 13 ноября 2014   |        | ANO 2011                 |
| Министерство транспорта                                    | Дан Тьок                | 4 декабря 2014    | 13 декабря 2017  |        | Беспартийный от ANO 2011 |
| Министерство окружающей среды                              | Рихард Врабец           | 29 января 2014    | 13 декабря 2017  |        | ANO 2011                 |

### Министры без портфеля
| Министерство (должность)                                                                              | Имя           | Начало полномочий | Конец полномочий | Партия | Партия |
| Министр по правам человека и равным возможностям Чехии Министр — председатель Законодательного совета | Иржи Динстбир | 29 января 2014    | 30 ноября 2016   |        | ČSSD   |
| Министр по правам человека и равным возможностям Чехии Министр — председатель Законодательного совета | Ян Хвойка     | 1 декабря 2016    | 13 декабря 2017  |        | ČSSD   |